# Idiodiaptomus gracilipes
Idiodiaptomus gracilipes is een eenoogkreeftjessoort uit de familie van de Diaptomidae. De wetenschappelijke naam van de soort is voor het eerst geldig gepubliceerd in 1911 door Douwe.